# Ластва (Требиње)
Ластва је насељено мјесто у граду Требиње, Република Српска, БиХ. Према попису становништва из 1991. у насељу је живјело 521 становника.

## Географски положај и везе
Ластва је још од далеке прошлости била везана са околним мјестима приморја и континенталног залеђа.
У римско доба водила је значајна цеста од Narode (Вис код Метковића)-преко Municipium Diluntuma(Стоца-Љубомира-Leusiniuma(Ластве)и један крак до Rithozona (Рисна), други преко Anderbe(Никшића)-Титограда за Скадар.
Обалним подручјем била је чувена винска цеста „Via adriatica”, која је водила од Epidauruma(Цавтата) преко Rithozona(Рисна)-Бутни(Будве)и даље за Скадар и исток. Од ове римске цесте
„Via adriatica” одвајали су се путеви према унутрашњости, Босни и Панонији. Један крај римске цесте одвајао се од Epidauruma(Цавтата) и водио је западном подгорином орјенског масива према Требињу, Билећи, Гацку, Фочи, и даље у унутрашњост. Од Epidauruma(Цавтата) други крак цесте је ишао источном подгорином Орјена преко старе илирске престонице Rithozona(Рисна) , Леденица, Дврсна, Грахова, Anderbe(Никшића) и даље у унутрашњост.
У средњем вијеку, скоро истим трасама куда и римским, водили су каравански путеви од приморскиг градова Дубровника, Новог и Рисна према Босни, Србији, а касније у доба Турске и за Цариград.
Свједоци и посматрачи каравана и караванских путева били су средњовијековни утврђени градови Мичевац и Клобук. На путевима су грађени мостови, а уз путеве чатрње и преноћишта. Арсланагића мост сачуван је до данас.
Од 1878.године и окупације ових крајева од стране Аустрије, пробијају се стратешке цесте и жељезничке пруге на граници према Црној Гори. До 1904. године изграђене су жељезничке пруге уског колосијека до Зеленике и Требиња преко Ластве до Билеће, које су се одвајале од главне жељезничке пруге Сарајево-Дубровник.
Аустријска војска израдила је и цесту од Требиња преко Ластве за Клобук у правцу Никшића. Послије другог свјетског рата израђен је пут за експлоатацију шуме од Ластве преко Нудола, Грахоца, Цуца за Цетиње. Ово је најкраћи пут Требиње-Ластва-Цетиње. Изграђен је пут од Ластве до Беговић корита у Бијелој гори и асфалтиран од Требиња до Убала у масиву Орјена.
Од Јадранске магистрале у Дубровнику одваја се асфалтни пут преко Требиња-Билеће-Гацка-Сутјеске(Фоча) и даље према Београду. Од ове саобраћајнице у Требињу одваја се асфалтни пут у дужини од 12 км до Ластве .
Из овога се види да Ластва има повољан географски положај у односу на туристичке центре у приморју и континенталном залеђу.
Интересантно је поменути да је аустро-угарска војска 1901. године направила дрозбан (drajciban) жичару од Јазине преко Клобука на тврђаву Космаш у дужини од 10 км. Овом жичаром из Ластве отпремана је храна и оружје за војску која се налазила у твржђави Космаш. Изгледа да је жичара радила на чекрк, а не на струју. Камен се утоварао у вагонет на Космашу који је вукао жицу према Јазини, а Вагонет из Јазине на Космаш.

## Становништво
| Демографија | Демографија | Демографија |
| Година      | Становника  | Становника  |
| ----------- | ----------- | ----------- |
| 1991.       | 521         |             |